# Jacob Koninck (I)

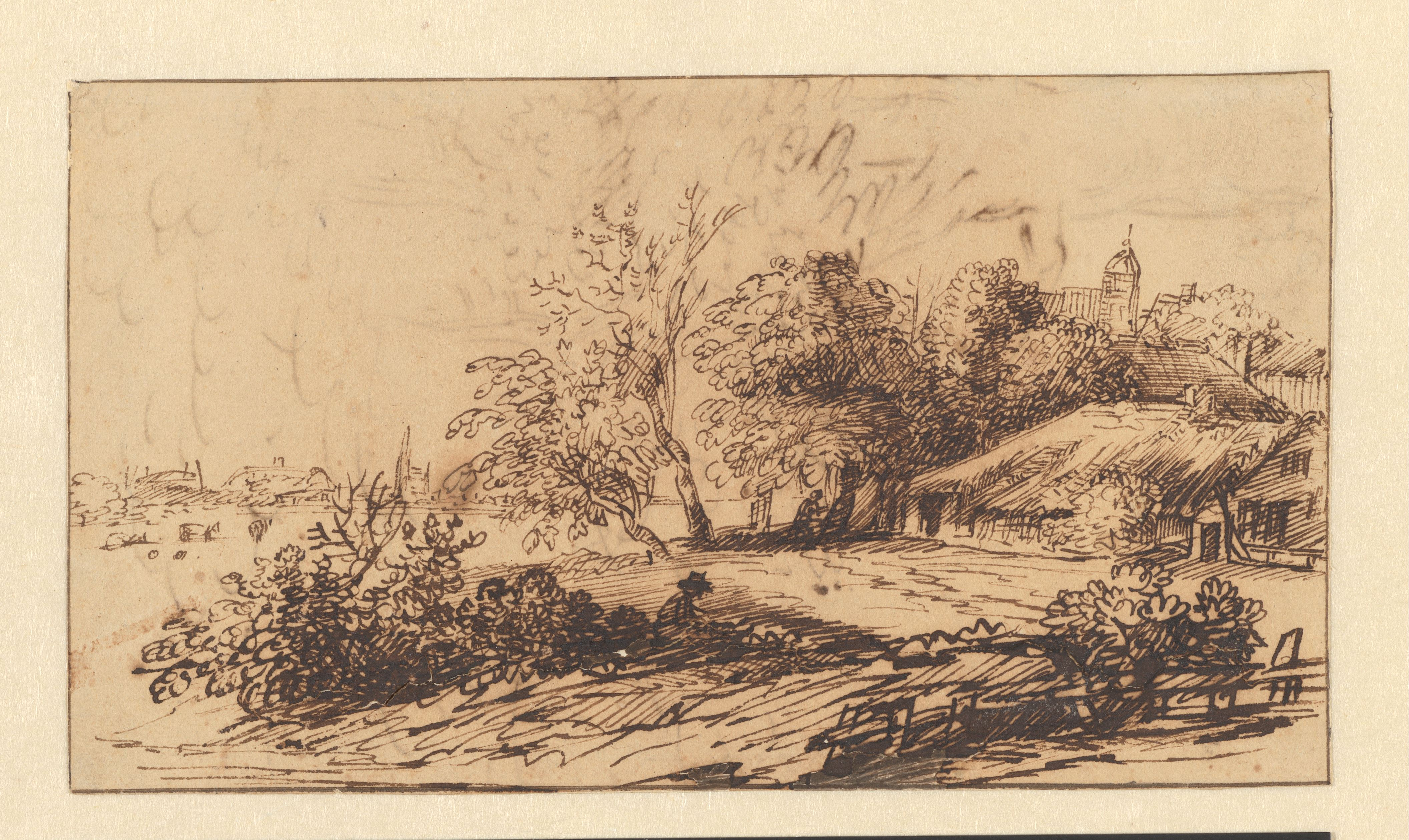
Landschap met tekenaar

Jacob Koninck (I) (Amsterdam, ca. 1614/16 - aldaar, vóór 1 april 1666) was een Noord-Nederlandse schilder, etser en tekenaar uit de 17e eeuw. 
Jacob Koninck was een zoon van Aert Koninck, een uit Antwerpen afkomstige juwelier, en Anneken Claesdr de Moor. Hij was de oudere broer van de schilder Philips Koninck en een neef van Salomon Koninck. In 1636 trouwde hij in Dordrecht met Maria Cotermans, die een jaar later overleed. In 1648 huwde hij in Den Haag met Susanna Dalbenij. Uit dit tweede huwelijk werd of Jacob Coning geboren. Enkele bronnen vermelden ten onrechte dat hij (net als zijn zoon) in Kopenhagen na 1693 of zelfs na 1708 zou zijn gestorven.
Koninck was aanvankelijk actief in Dordrecht (1633-1636), vervolgens in Rotterdam (1637-1645) en daarna in Den Haag (ca. 1647-1651), waar hij ook zijn tweede huwelijk sloot. Vanaf 1658 tot aan zijn overlijden werkte hij in Amsterdam. Zijn werk omvat landschappen, portretten, genrestukken en topografische voorstellingen.
Koninck was een leerling van David Colijns en later leermeester van zijn zoon Jacob Coning en van zijn jongere broer Philips Koninck. Of hij een leerling van Rembrandt zou zijn geweest is niet zeker.  